# Al-Asman
Al-Asman (tiếng Ả Rập: العصمان) là một ngôi làng của Syria nằm trong phó huyện Karnaz của huyện Mahardah thuộc Tỉnh Hama. Theo Cục Thống kê Trung ương Syria (CBS), al-Asman có dân số 57 trong cuộc điều tra dân số năm 2004.